# 林爽 (1917年)
林爽（1917年10月5日—2001年11月6日），原名林禹功，字志敏，福建省闽侯县人，中华人民共和国第七机械工业部副部长。

## 生平
父亲林建伦1913年毕业于北京大学，历任北京大学教授、陇海铁路工程监督工程司副总工程师和总工程师等职。林爽出生于北平。上有1哥2姐，下有4个弟弟。1918年随祖父林文奎（前清举人）任辽宁省民政厅科长移居沈阳。“九一八”事变发生后，随父母流亡北平。1932年加入反帝大同盟。1933年参加纪念“一二八”淞沪抗战一周年游行示威任学生纠察队长，因掩护同学被捕，加入共青团。
1937年抗战爆发后去陕西父母处，失掉了与团组织的联系。1938年5月奔赴延安参加革命，改名林爽。1938年8月加入中国共产党。1938年10月抗大毕业后赴晋察冀军区。1942年初至1944年4月在燕京大学物理系班威廉教授、经济系讲师林迈可主持的晋察冀军区司令部三科高级无线电研究班学习了高等数学、高等物理、电工原理（交流及高频）、无线电工程学四门课程，选修学习了高等电磁学、光学、无线电理论、量子论、相对论
1982年12月13日离休。被航天工业部科技委员会主任任新民聘请为航天部科技委员会顾问。1983年9月12日被聘任为《当代中国的航天事业》一书的副主编和常务编委。

## 家人
- 兄林得连：1933年在交通大学读书时入党，任交大党支部宣传干事。1933年3月介绍交通大学物理系大一学生汪道涵入党。1933年6月至7月，任交大党支部书记。1933年7、8月间，调到徐家汇任法南区委宣传部长。[6]1934年5月被捕入狱。
- 长姐林宣楠：1931年9月入党
- 二姐林野：1933年2月加入共青团，1938年入党
- 三弟林真：后任海军副参谋长，1961年海军少将
- 四弟林红：1936年入党
- 五弟林方：1937年入党